# Stanislav Horouna
Stanislav Nikolaïovitch Horouna (en ukrainien : Станіслав Миколайович Горуна) est un karatéka ukrainien né le 1er mars 1989 à Lviv. Spécialiste du kumite masculin moins de 75 kg, il est médaillé de bronze aux championnats du monde 2014 à Brême puis sacré champion aux Jeux mondiaux de 2017 à Wrocław, aux Jeux européens de 2019 à Minsk et aux championnats d'Europe 2021 à Poreč. Il a par la suite remporté une médaille de bronze dans cette même catégorie aux Jeux olympiques d'été de 2020 à Tokyo.
Il est médaillé de bronze en kumite par équipes aux championnats d'Europe 2022 à Gaziantep et médaillé d'or dans la même épreuve aux Championnats d'Europe de karaté 2023 à Guadalajara..